# Ronald Adam (Fußballspieler)
Ronald Adam (* 27. April 1958) ist ein ehemaliger deutscher Fußballspieler, der in der DDR aktiv war. Für Hansa Rostock spielte er in der Oberliga, der höchsten Fußballklasse des DDR-Fußballverbandes.

## Sportliche Laufbahn
Adam kam 1973 im Alter von 15 Jahren von Motor Stralsund zum F.C. Hansa Rostock. 1975 absolvierte er drei Länderspiele mit der DDR-Juniorennationalmannschaft. Zur Saison 1976/77 wurde er in den Kader der Nachwuchsoberliga-Mannschaft des F.C. Hansa aufgenommen. Dort bestritt er in der Hinrunde neun Spiele als Verteidiger. Seinen Einstand in der 1. Mannschaft gab der 1,86 m große Adam am 20. November 1976 im Achtelfinalspiel um den DDR-Pokal bei Vorwärts Dessau (2:1-Sieg). Sein erstes Spiel in der DDR-Oberliga war die Begegnung am 18. Dezember 1976 Stahl Riesa – Hansa Rostock (1:4-Niederlage), in der er auch sein erstes Oberligator schoss. Bis zum Ende der Saison 1976/77 wurde Adam insgesamt in elf Oberligaspielen eingesetzt. Diese Saison endete für Hansa mit dem Abstieg aus der Oberliga, sodass Adam ein Jahr lang in der Zweitklassigkeit spielen musste. Am sofortigen Wiederaufstieg war Adam mit zehn Einsätzen beteiligt. 1978/79 wurde er nur in zwei Oberligaspielen aufgeboten, anschließend folgte nach einem erneuten Abstieg wieder ein Jahr in der zweitklassigen DDR-Liga, in der Adam nur vier Spiele bestritt. Sein bestes Jahr hatte er in der Saison 1980/81, in der Hansa wieder in der Oberliga spielte. Adam profitierte vom Ausfall des Abwehrspielers Uwe Bloch und kam so auf 17 Oberligaeinsätze. In den beiden folgenden Spielzeiten war er mit sechs bzw. fünf Einsätzen wieder nur Ersatzspieler. Nach 41 Oberliga- und 14 DDR-Liga-Spielen sowie vier Pokalspielen beendete Adam zum Ende der Saison 1982/83 25-jährig seine Laufbahn beim F.C. Hansa Rostock.
Anschließend spielte er beim DDR-Ligisten BSG Schiffahrt/Hafen Rostock, 1985 während seines Armeedienstes bei der Armeesportgemeinschaft Vorwärts Strausberg und 1986 mit der BSG KKW Greifswald wieder in der DDR-Liga. Hier kam er jedoch nur zu zwei Punktspieleinsätzen. Seine Laufbahn als aktiver Fußballspieler beendete er schließlich bei der BSG Warnowwerft Warnemünde bzw. bei deren Nachfolgeverein SV Warnemünde.
Noch während seiner Zeit als Fußballspieler hatte Adam das Sportlehrerdiplom erworben. Mit dieser Qualifikation war Adam später im Nachwuchsbereich des SV Warnemünde tätig und arbeitete auch Fußball-Bezirkstrainer. Im Juni 2006 kehrte er auf Initiative des damaligen Hansa-Geschäftsführers Helmut Hergesell zu seinem ehemaligen Klub zurück und übernahm dort die Leitung des Kartenvertriebs.